# Lymanopoda ionius
Lymanopoda ionius är en fjärilsart som beskrevs av John Obadiah Westwood 1851. Lymanopoda ionius ingår i släktet Lymanopoda och familjen praktfjärilar. Inga underarter finns listade i Catalogue of Life.